# Sarymsaqty
Der Sarymsaqty (kasachisch Сарымсақты жотасы; russisch Сарымсакты, Сарым-Сакты Sarymsakty) ist ein Gebirgszug im südlichen Altaigebirge im Gebiet Ostkasachstan.
Der Sarymsaqty verläuft nördlich des Markakol-Sees über eine Länge von 60 km in Ost-West-Richtung.
Nördlich verläuft das Flusstal der Buchtarma. Der Kürschim entwässert die Südwestflanke zum Buchtarma-Stausee. Im Westen wird der Gebirgszug durch den niedrigeren Naryn-Kamm fortgesetzt. In Richtung Südwesten geht der Sarymsaqty in den Kürschim-Kamm über. Am Gebirgsaufbau sind Vulkanite, vulkanische Tuffe, Glimmerschiefer, Sandsteine und Granite beteiligt.
Der Sarymsaqty erreicht im Burkitaul mit 3373 m seine maximale Höhe. Es gibt eine sehr kleine Gletscherfläche (etwa 1 km²) im Gebirgsmassiv.